# Sunday Bloody Sunday (John Lennon-låt)
Sunday Bloody Sunday är en låt från 1972 av John Lennon och Yoko Ono på albumet Some Time in New York City. Låten handlar om "den blodiga söndagen" 30 januari 1972, då 14 obeväpnade män och pojkar sköts ihjäl och 13 sårades av brittiska soldater i samband med en demonstration i staden Derry på Nordirland. Lennon tog sig friheten att ange sig själv som en talesman för den republikanska saken. Mycket beroende på att hans förfäder utvandrat från Irland. Men om motståndet mot England, som han hade lämnat för gott, skulle vara med eller utan vapen var oklart 1972.